# 隅田川コマ切れ殺人事件
隅田川コマ切れ殺人事件（すみだがわコマぎれさつじんじけん）は、1934年（昭和9年）6月に東京府東京市渋谷区（現：東京都渋谷区）で発生した強盗殺人、バラバラ殺人事件である。刑務所を出所した直後の青年が老夫婦を殺害して家財を奪った揚句、事件の隠蔽を図って遺体を寸断し、隅田川に遺棄した。
被害者の老夫婦については、周囲から「ホラ吹き爺さん」、「ハテナ婆さん」と呼ばれていたため、以後、そう呼称する。

## 事件の発覚から逮捕まで

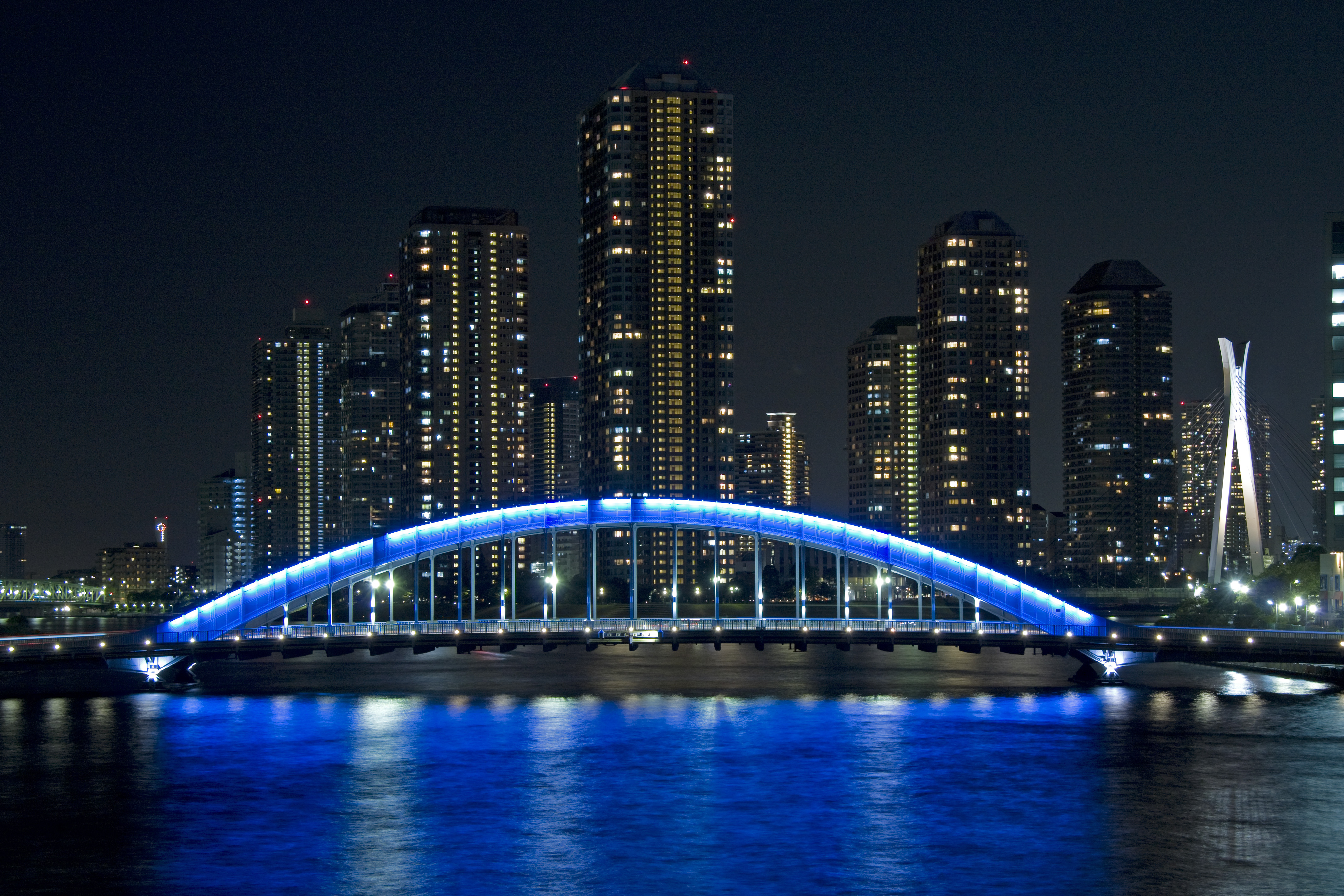
最初に遺体が発見された永代橋（2008年11月）。橋の姿は事件当時とほとんど変わっていない。

1934年（昭和9年）6月14日、隅田川にかかる永代橋の上流で、成人男性の左手首が発見された。翌6月15日には上流の吾妻橋付近で右手首が、さらに6月18日には芝浦の海岸に左足首が打ち上げられ、これら3個の人間の断片はいずれも同一人物のものと断定された。
いずれも腐敗が著しく、身元特定は悲観されていたものの、細心の注意を払った鑑識作業により指紋採取に成功し、司法省で保管されている受刑者の指紋原紙と照合した結果、被害者は徳島県出身で窃盗の前科2犯「ホラ吹き爺さん」（当時60歳）と判明。「ホラ吹き爺さん」は数度の結婚と離婚を繰り返した後に、「ハテナ婆さん」（当時51歳）と渋谷区公会堂通りで所帯を持ち、おでんの屋台を引いて生活していた。
「ホラ吹き爺さん」は「貯金が1万円以上ある」、「恩給がたっぷり入る」などと大法螺を吹くクセがあり、「ハテナ婆さん」は首が右に傾いていて、いつも首をかしげているような仕草だったがゆえのあだ名である。
6月下旬、警察が渋谷区の老夫婦の家を訪ねたところ、表戸が開いたままで2人の姿は無く、室内からは一切の家財道具が失われていた。近隣の住人や家主の証言によれば、老夫婦が姿を消した後、2人の親戚を名乗るKという若者が「借金のカタにする」と称して家財の一切を売り払ってしまったという。警察が屋内を改めたところ、襖や天井には血しぶきが散らばり、畳には染み込んだ血をふき取った痕跡が認められた。カビが生え始めていた畳を上げたところ、床板には大量の血がしみこんでいた。
やがて家財道具の売却に関わったというバタ屋（廃品回収業者）が現れ、以下のように証言する。
「6月14日の早朝、自分は公会堂通りでゴミ箱をあさっていたところ、鼻にあざのある男に「ボロを売ってやるからついてこい」と声をかけられました。その人についてある家に行ったところ、大量のこま切れ肉が入った石油缶を手渡され、『自分は焼き鳥屋なのだが、肉を仕入れすぎて腐らせてしまった。なるべく遠くに捨ててくれないか』と言われ、その缶を車に積み、隅田川の白鬚橋まで行って2人がかりで捨てました。別れ際に『明日の夜も来てくれ』と言われたので、言われたとおり伺ったところ、遅いから泊るように勧められ、翌朝に古着や蒲団、蚊帳、仏壇などを古道具屋に持ち込みましたが、全部は売れませんでした。そこで、手間賃をもらって別れたのです」
バタ屋が語るその男の容姿は、近隣住人が語るKに酷似しており、警察はKが老夫婦を殺害して遺体を切り刻み、隅田川に捨てさせたと推理した。目撃者数名の協力を得て、鑑識課が保管していたKの受刑期間の写真数万枚のなかから、容疑者と酷似しておりKと推定される人物が写っているものを特定、大量に複製して各警察署に手配した。そして6月23日、四谷警察署伝馬派出所で見張勤務にあたっていたY巡査が、Kによく似た年恰好で行李を携えた男を発見した。しかも彼の鼻にはあざがある。職務質問したところ、彼はためらいもなく「K、23歳」と答える。彼が携えた行李の中には鋸、鉈、出刃包丁、手斧が収められ、それらの柄には血を拭った痕跡があった。Y巡査はKを緊急逮捕した。

## 犯行の状況
Kは偽名だったが、やがて本名（本名の苗字もK。当時25歳）が判り、前科3犯と判明。その年の5月10日に前橋刑務所を出所した彼は神奈川県平塚市で寿司屋の出前持ちとして働き始めたものの、集金した25円を持ち逃げして上京した。そして偶然に入った「ホラ吹き爺さん」のおでん屋台で、景気のいい与太話を聞かされる。彼は有り金を盗む計画を立て、老夫婦に取り入って間借りの契約を取り付けることに成功する。彼は大正時代に発生した有名なバラバラ殺人事件「鈴弁殺し事件」にヒントを得て、「老夫婦を殺した後に細かく刻み、隅田川に捨ててしまおう」と計画し、刃物を買い集めるなどして準備を整えた。
6月7日夜、Kは酒を買い込み、老夫婦にたらふくご馳走した。彼の真意など知らない2人は大喜びで杯を受け、いい気持ちで2人とも床に入った。翌6月8日の午前2時、2人が熟睡していることを確認したKは、手斧を振るって夫婦ともども惨殺し、その後は鋸や鉈、出刃包丁を駆使して肉から皮、骨、内臓に至るまで一寸刻みに切り刻んだ。途中で刃物の切れ味が鈍り始めたので新たな包丁を買い求め、14時間かけて夫婦ともどもミンチ状にした揚句、石油缶5個に収めて偶然出合ったバタ屋に捨てさせたのである。
しかし刃物を買い足すなどして作業を中断したため、うっかり「ホラ吹き爺さん」の両手首と足首を寸断し忘れた。ここから指紋を採取され、逮捕に至ったものである。なおこの手首は、犯行前夜に「変な手つき」をして内妻を気味悪がらせ、Kに「間もなく俺に殺されるので、虫の知らせがあるらしいな」という感慨を抱かせたとの挿話があり、その手首によって捜査の突破口が開かれたことから、妙な因縁として捜査員の間で話題になった。
なお、「ホラ吹き爺さん」の出任せ話を信じて犯行に及んだKだったが、彼が手にしたのは現金19円、通帳の残高50銭のみだった。

## その後
Kは同年の9月12日、東京地裁で開かれた第一回公判で「死刑にしてください」と自ら誇った。しかし判決が下される9月19日には青ざめて出廷を拒み、大勢の看守に支えられて法廷に姿をあらわした。10月12日、死刑が執行された。